# Center for High Impact Philanthropy
El Center for High Impact Philanthropy (CHIP) es un centro de la Escuela de Política y Práctica Social de la Universidad de Pensilvania (EE. UU. ) dedicado a la filantropía de alto impacto, tanto en EE. UU. como a escala internacional. El Centro traduce los mejores datos disponibles en ámbitos como la educación y el desarrollo de la primera infancia, la ayuda en caso de catástrofe, la pobreza, la democracia y la salud pública en orientaciones prácticas y programas educativos para quienes desean marcar la diferencia con sus donaciones.
CHIP elabora orientaciones sobre temas específicos, como la mejora de las tasas de supervivencia infantil y el apoyo a la salud mental, además de su publicación anual High Impact Giving Toolkit y su High Impact Philanthropy Academy, un programa educativo diseñado para donantes individuales, profesionales de la donación y otros líderes filantrópicos.

## Historia
El Centro de Filantropía de Alto Impacto se creó en la primavera de 2006 como una colaboración entre la Escuela de Política y Práctica Social y antiguos alumnos de la Wharton School, entre ellos el ex decano de la SP2 Richard Gelles y la Directora Ejecutiva Fundadora Katherina Rosqueta.

### Primeros trabajos
La primera publicación de CHIP, I'm Not Rockefeller (No soy Rockefeller) escrita por Kathleen Noonan y Katherina Rosqueta, analizaba cómo enfocan las donaciones los filántropos de alto poder adquisitivo (filántropos que donan al menos un millón de dólares al año). Las principales conclusiones de ese estudio, que sirvieron de base para el trabajo posterior del CHIP, fueron que el nivel de riqueza de los filántropos no afecta a su enfoque de la filantropía y que existe confusión entre los filántropos sobre la diferencia entre lo que Rosqueta denominó filantropía de alto impacto (maximizar el cambio positivo que una cantidad de fondos puede tener en una causa determinada) y la filantropía de alto aporte (destinar grandes cantidades de fondos a una causa).
Durante sus primeros años, el equipo del CHIP se centró en dos áreas principales: la educación en Estados Unidos y las prioridades de salud pública mundial. En consonancia con estas áreas de interés, el Centro publicó Pathways to Student Success, que examina múltiples enfoques para crear el éxito de los estudiantes a través de las donaciones y los evalúa en la escala de "coste por impacto" del centro, así como Lifting the Burden of Malaria, que ofrecía a los donantes formas de utilizar sus donaciones para aliviar la crisis de la malaria que se había convertido en un problema en el África subsahariana.
Al inicio de la crisis económica de 2008, CHIP también examinó cómo la filantropía podría vincular mejor las consideraciones de impacto y coste, como se indica en Philanthropic Triage During an Economic Downturn. Este modelo de coste por impacto se incluyó en Measuring and/or Estimating Social Value Creation, escrito por Melinda Tuan y encargado por la Fundación Bill y Melinda Gates.

### Otoño de 2009 - 2015
Tras el terremoto de magnitud 7,0 que sacudió Haití en enero de 2010, CHIP publicó Haití: Cómo puedo ayudar, una guía para mostrar a los donantes cómo pueden aplicar su capital filantrópico para ayudar a Haití a recuperarse de las consecuencias del terremoto y de los retos a los que se enfrentaba la nación antes de que se produjera el seísmo. En 2011, el modelo de coste por impacto específico de CHIP se destacó en un capítulo de Women's Health and the World's Cities, que exponía cómo puede utilizarse la filantropía para mejorar la salud de las mujeres urbanas.
Para abordar las diversas percepciones de la evidencia en la filantropía, CHIP publicó Rethinking the E Word en 2014. Los autores plantean que las percepciones de la evidencia en la filantropía difieren según quién observe el acto filantrópico. CHIP dedujo que existen "tres círculos de evidencia" en la filantropía: la investigación y la evidencia científica, la experiencia de campo y la opinión informada.

### 2016 - 2020
En 2016, el Centro para la Filantropía de Alto Impacto comenzó a enseñar los principios de la Filantropía de Alto Impacto a personas y líderes de la filantropía en un programa de educación ejecutiva para financiadores. En 2020, el programa pasó a llamarse Academia de Filantropía de Alto Impacto.
En 2017, la directora de CHIP, Kat Rosqueta, escribió Impact investing: Aligning money, values, and social impact goals con Family Firm Institute, en el que se analiza cómo las fundaciones familiares pueden aliviar la tensión de la alineación dentro de sus fundaciones y racionalizar las prácticas de concesión de subvenciones e inversiones para maximizar el impacto en sus áreas temáticas. Además, CHIP publicó We the People: A Philanthropic Guide to Strengthening Democracy en colaboración con el Democracy Fund. CHIP presentó propuestas con potencial para abordar la desigualdad estructural en Choosing Change, una colaboración con Lever for Change de la Fundación MacArthur. CHIP también publicó Talent for Giving: Building the Team to help you do good en colaboración con la Fundación Gates.

### 2021-presente
En 2021 CHIP lanzó el Índice de Mujeres: Desarrollo de una herramienta para alinear las inversiones financieras con la equidad de género en colaboración con Women of the World Endowment (WoWE).
En octubre de 2023, CHIP publicó Israel/Gaza Crisis: ¿Cómo puedo ayudar?, una guía sobre cómo los donantes pueden contribuir a aliviar la crisis en Oriente Medio y una lista de organizaciones sin ánimo de lucro que envían suministros y otras formas de ayuda. En enero de 2024, Kat Rosqueta, directora de CHIP, fue incluida en la lista Philanthropy 100 de Unboxed Philanthropy de personas y organizaciones con un fuerte impacto positivo en el mundo de la filantropía. El 8 de abril de 2024, Kat Rosqueta apareció en el artículo de Worth.com Does Effective Altruism Still Work? en el que se hablaba de cómo los donantes jóvenes están utilizando el marco y los datos del altruismo eficaz combinados con el impulso moral inicial de hacer el mayor bien posible.
La Academia de Filantropía de Alto Impacto de CHIP, que se celebra anualmente en mayo, fue incluida en la lista de eventos de la Human Rights Funders Network durante mayo de 2024 para que los miembros se informen y consideren la posibilidad de asistir.

## Programas y recursos
Además de las publicaciones y colaboraciones mencionadas, el Center for High Impact Philanthropy ofrece el High Impact Giving Toolkit, junto con un seminario web gratuito, y la High Impact Philanthropy Academy. El kit de herramientas es un recurso gratuito diseñado para estar disponible para cualquier persona que esté buscando maximizar el impacto de sus donaciones para cualquier cantidad de donación en cualquier área de interés, como destacó Kelly Andrews cuando el kit de herramientas fue presentado en Penn Today en enero de 2024. En mayo de 2024, CHIP organizó su 8ª Academia anual de Filantropía de Alto Impacto.

## Cobertura mediática
Nicholas Kristof presentó el centro en su serie del New York Times, el Año de Dar Mejor, escribiendo que el centro "examina una variedad de áreas importantes como el empoderamiento de las mujeres y las niñas, la educación temprana y la salud global".
El Centro de Filantropía de Alto Impacto ha aparecido en el New York Times, NPR, Generocity,Money,The Chronicle of Philanthropy,Newsweek,the Boston Globe,Top of Mind with Julie Rose,Forbes,Inside Philanthropy,The Philadelphia Inquirer,Forbes India,GiveWell, WHYY, además de otras publicaciones.